# Liste der Bodendenkmale in Lietzen
In der Liste der Bodendenkmale in Lietzen sind alle Bodendenkmale der brandenburgischen Gemeinde Lietzen und ihrer Ortsteile aufgelistet. Grundlage ist die Veröffentlichung der Landesdenkmalliste mit dem Stand vom 31. Dezember 2020.
Die Baudenkmale sind in der Liste der Baudenkmale in Lietzen aufgeführt.

## Bodendenkmale
| Gemarkung                   | Flur | Kurzansprache                                                                     | Bodendenkmalnummer | Bemerkung | Bild |
| --------------------------- | ---- | --------------------------------------------------------------------------------- | ------------------ | --------- | ---- |
| Lietzen (Lage)              | 6    | Siedlung slawisches Mittelalter                                                   | 60255              |           |      |
| Lietzen (Lage)              | 6    | Siedlung römische Kaiserzeit                                                      | 60256              |           |      |
| Lietzen (Lage)              | 6    | Siedlung Urgeschichte, Siedlung Steinzeit                                         | 60257              |           |      |
| Lietzen (Lage)              | 6    | Mühle deutsches Mittelalter, Mühle Neuzeit                                        | 60258              |           |      |
| Lietzen (Lage)              | 4    | Siedlung Bronzezeit, Siedlung deutsches Mittelalter                               | 60367              |           |      |
| Lietzen (Lage)              | 5    | Siedlung Urgeschichte                                                             | 60368              |           |      |
| Lietzen (Lage)              | 4    | Siedlung Bronzezeit, Siedlung slawisches Mittelalter                              | 60369              |           |      |
| Lietzen (Lage)              | 4    | Siedlung slawisches Mittelalter                                                   | 60370              |           |      |
| Lietzen (Lage)              | 4    | Siedlung Urgeschichte                                                             | 60371              |           |      |
| Lietzen (Lage)              | 4    | Dorfkern deutsches Mittelalter, Dorfkern Neuzeit                                  | 60372              |           |      |
| Lietzen (Lage)              | 2, 3 | Siedlung Bronzezeit, Siedlung Eisenzeit, Siedlung slawisches Mittelalter          | 60373              |           |      |
| Lietzen (Lage)              | 2    | Gräberfeld römische Kaiserzeit                                                    | 60374              |           |      |
| Lietzen (Lage)              | 2    | Siedlung römische Kaiserzeit                                                      | 60375              |           |      |
| Lietzen (Lage)              | 2    | Siedlung Urgeschichte, Siedlung slawisches Mittelalter                            | 60376              |           |      |
| Lietzen (Lage)              | 3    | Siedlung Urgeschichte, Siedlung slawisches Mittelalter                            | 60377              |           |      |
| Lietzen (Lage)              | 2    | Siedlung Neuzeit, Siedlung slawisches Mittelalter, Siedlung deutsches Mittelalter | 60378              |           |      |
| Lietzen (Lage)              | 2    | Gräberfeld Bronzezeit                                                             | 60379              |           |      |
| Lietzen (Lage)              | 2    | Siedlung römische Kaiserzeit, Siedlung slawisches Mittelalter                     | 60380              |           |      |
| Lietzen (Lage)              | 2, 4 | Siedlung Neolithikum, Siedlung Urgeschichte                                       | 60381              |           |      |
| Lietzen (Lage)              | 2    | Siedlung Urgeschichte                                                             | 60382              |           |      |
| Lietzen (Lage)              | 3    | Siedlung Urgeschichte                                                             | 60383              |           |      |
| Lietzen (Lage)              | 3    | Siedlung Eisenzeit, Siedlung römische Kaiserzeit                                  | 60384              |           |      |
| Lietzen (Lage)              | 4    | Siedlung Urgeschichte                                                             | 60891              |           |      |
| Lietzen (Lage)              | 4    | Siedlung Urgeschichte                                                             | 60892              |           |      |
| Lietzen (Lage)              | 4, 5 | Mühle Neuzeit                                                                     | 60893              |           |      |
| Lietzen, Neuentempel (Lage) | 2, 1 | Siedlung slawisches Mittelalter                                                   | 60404              |           |      |
| Lietzen, Neuentempel (Lage) | 2, 1 | Siedlung Eisenzeit, Siedlung römische Kaiserzeit, Siedlung slawisches Mittelalter | 60405              |           |      |